# Gorno Lakotcherey
Gorno Lakotcherey (en macédonien Горно Лакочереј) est un village du sud-ouest de la Macédoine du Nord, situé dans la municipalité d'Ohrid. Le village comptait 515 habitants en 2002.

## Démographie
Lors du recensement de 2002, le village comptait :
- Macédoniens : 511
- Serbes : 2
- Albanais : 1
- Autres : 1